# 秦明友
秦 明友（はた めいゆう、1905年（明治38年）4月22日 - 1983年（昭和58年）12月10日）は、日本の政治家。埼玉県大宮市（現・さいたま市）長（第8代 - 第12代）。旧姓・安藤。元埼玉県議の秦哲美は長男。さいたま市議の西山幸代は孫。

## 経歴
埼玉県北足立郡馬宮村（のち大宮市、現・さいたま市西区）に生まれる。のち、秦家の養子となる。1925年（大正14年）鉄道省大宮工場（現・大宮総合車両センター）に入る。1932年（昭和7年）中央大学法律学科卒。
戦後、日本社会党に入る。国鉄労働組合大宮工場支部書記長、社会党大宮支部長、同党埼玉県本部財務委員長などを経て、1951年（昭和26年）埼玉県議会議員に当選し、2期務める。
1959年（昭和34年）大宮市長に立候補し、現職の保守系の清水虎尾を破って初当選した。在職中は道路交通網や住環境の整備、文教施設の充実、福祉政策の推進、工業団地の整備などを進め、市長相談日の開設、コンピューターによる事務の電算処理、県内初の勤労婦人ホームの開館、大宮駅の民衆駅化などの政策を打ち出し、数多くの実績を残した。
また、市役所新庁舎を完成させた。この間、1969年（昭和44年）、デパート建設汚職事件により大宮市議会議員が多数逮捕される事態を受けて、その収束のため市議会は自主解散を決定。併せて秦も、「市民に真を問う」として市長を辞職し、出直し市長選挙に立候補して復帰当選した。
1978年（昭和53年）、前年に発覚した屎尿処理場に搬入した屎尿の一部を処理しないまま深夜に川へ直接投棄していた問題の責任を取り、その対応に一定の目処が付いた事を機に市長を辞職。5期（6選）の約19年強に亘る革新市政に自ら幕を引いた。
1973年（昭和48年）藍綬褒章受章。1983年（昭和58年）、大宮市名誉市民に推挙された直後に死去した。

## 人物
住所は埼玉県大宮市桜木町2丁目。